# Sky Express
CJSC Sky Express ( em russo:  ЗАО «Небесный Экспресс»   ), conhecida simplesmente como Sky Express e em russo como Скай Экспресс, foi uma companhia aérea russa de baixo custo . Sua base principal era o Aeroporto Internacional de Vnukovo, Moscou, Rússia .
A Sky Express foi a primeira companhia aérea a se concentrar em ser uma companhia aérea doméstica de baixo custo na Rússia, ficou popular por fazer viagens baratas para a população mais pobre. Funcionou de janeiro de 2007 até outubro de 2011.

## História
A companhia aérea foi fundada em março de 2006 por um consórcio de investidores que incluía o CEO da KrasAir, Boris Abramovich, EBRD, Altima Partners e outros, tornando-se a primeira companhia aérea de baixo custo da Rússia. O primeiro vôo decolou em 29 de janeiro de 2007 de Moscou para Sochi.

### Fusão com a Kuban Airlines
Apenas 20 dias após a única outra companhia aérea russa de baixo custo, a Avianova, ter encerrado suas operações, a Sky Express também decidiu interromper todos os voos a partir de 29 de outubro de 2011. Sua frota e marca foram transferidas para Kuban Airlines.

## Destinos

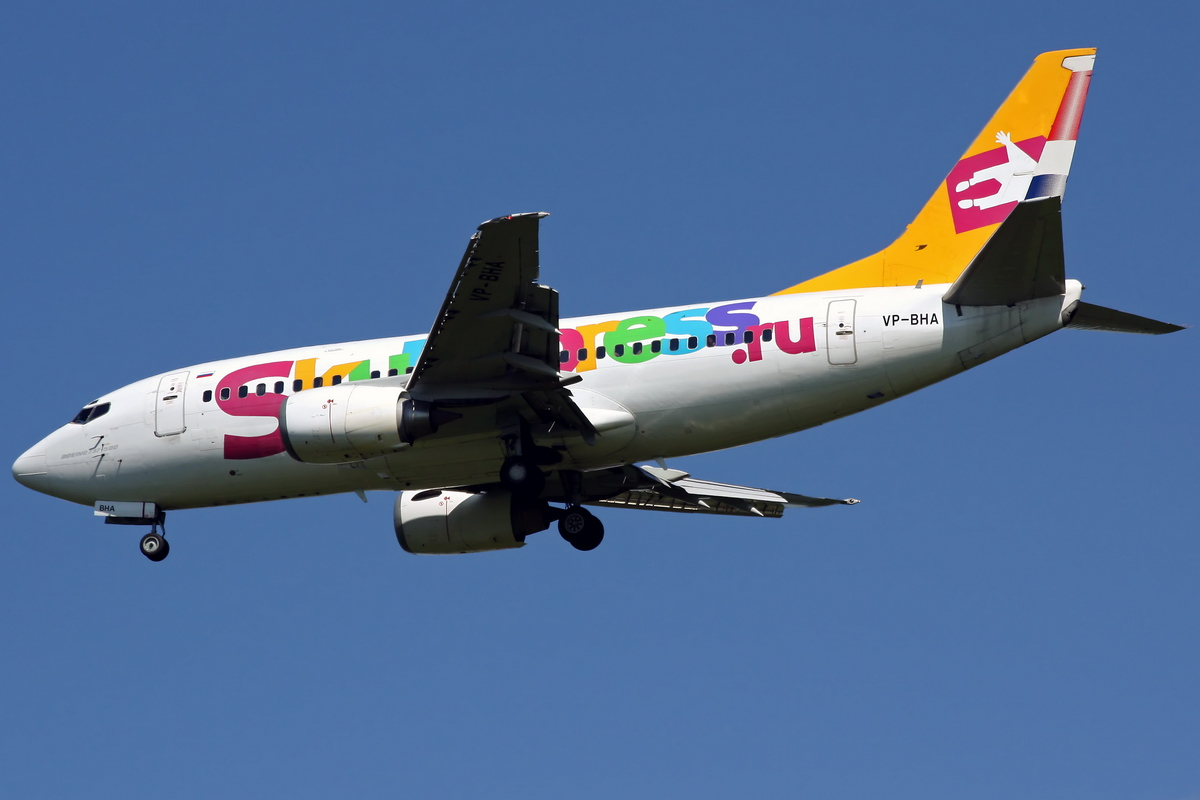
Um Sky Express Boeing 737-500 pousando no Aeroporto de Vnukovo, Rússia (2010)

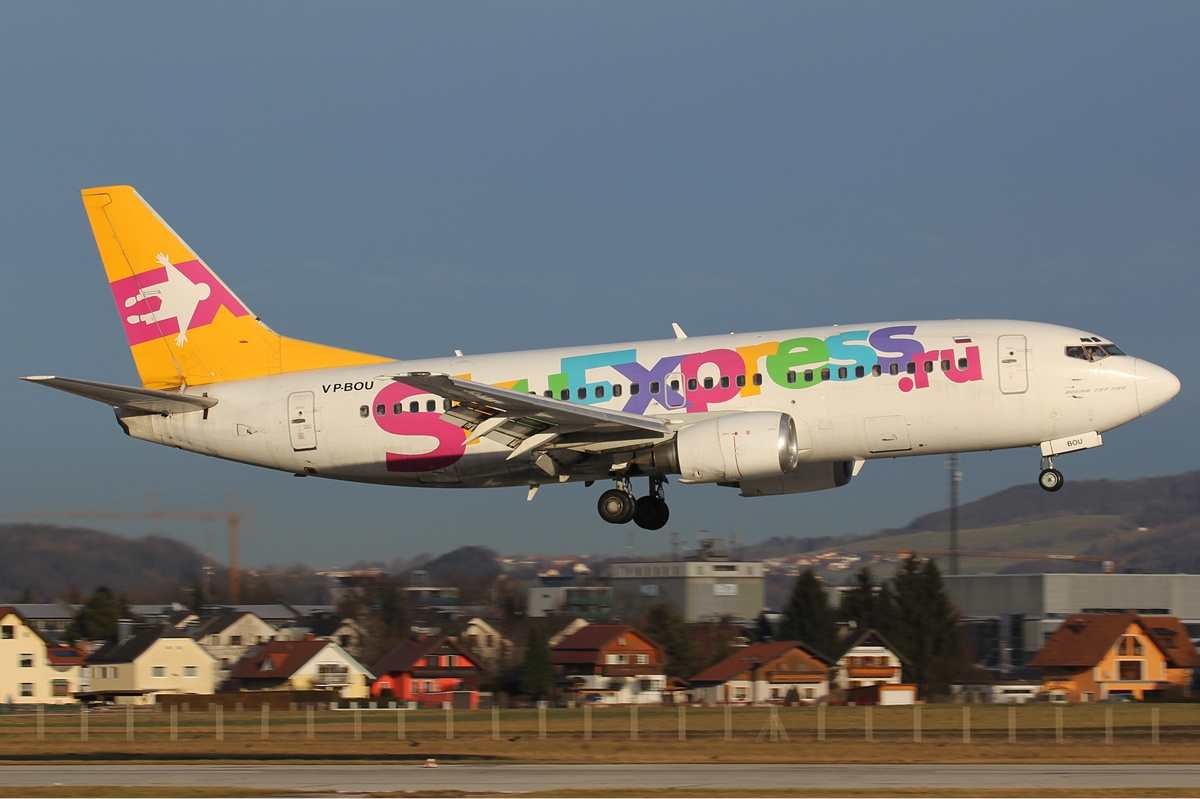
Um Sky Express Boeing 737-300 pousando no Aeroporto de Salzburgo, Áustria (2012)

Em março de 2011, a Sky Express serviu os seguintes destinos:

### Voos regulares
- Rússia
  - Anapa – Aeroporto de Anapa
  - Chelyabinsk – Aeroporto de Chelyabinsk Balandino
  - Aeroporto de Kaliningrado – Khrabrovo
  - Krasnodar – Aeroporto Internacional de Krasnodar
  - Moscou – Aeroporto de Vnukovo, base
  - Murmansk – Aeroporto de Murmansk
  - Orenburg – Aeroporto de Orenburg Tsentralny
  - Perm - Aeroporto Bolshoye Savino
  - Rostov do Don – Aeroporto de Rostov do Don
  - Aeroporto de São Petersburgo – Pulkovo
  - Aeroporto Internacional de Sochi - Adler-Sochi
  - Aeroporto de Tyumen - Roschino
  - Aeroporto de Yekaterinburg – Koltsovo

### Voos fretados
Além disso, a Sky Express operou voos fretados sazonalmente para os seguintes destinos durante o verão de 2009 e 2010: 
- Finlândia[3] (inverno 2009–2010)
  - Kuusamo – Aeroporto de Kuusamo
  - Rovaniemi – Aeroporto de Rovaniemi
- Grécia
  - Heraklion – Aeroporto Internacional Nikos Kazantzàkis
  - Corfu – Aeroporto Internacional Ioannis Kapodistrias
  - Aeroporto Internacional de Rodes – Diagoras
- Hungria
  - Sármellék – Aeroporto Internacional de Sármellék
- Montenegro
  - Tivat – Aeroporto de Tivat
- Espanha
  - Ibiza – Aeroporto de Ibiza
- República da Macedônia
  - Ohrid – Aeroporto de São Paulo Apóstolo
- Suécia
  - Östersund – Åre/Östersund [4] (inverno 2009–2010)
- Peru
  - Istambul – Aeroporto Internacional Atatürk

## Frota

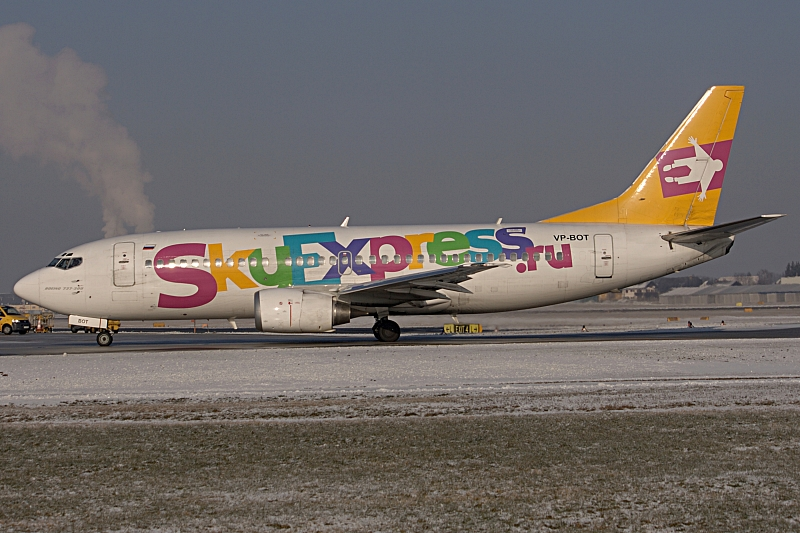
Sky Express Boeing 737-300

A frota da Sky Express consistia nas seguintes aeronaves em novembro de 2011: 

## Incidentes
- Em 24 de outubro de 2008, a tripulação do voo Sky Express XW230 de Sochi para o aeroporto de Vnukovo com 132 passageiros relatou uma tentativa de sequestro por um passageiro bêbado e ameaçou explodir uma bomba exigindo que o avião desviasse para Viena . A tripulação emitiu um alerta de sequestro quase imediatamente após a decolagem. Os serviços de emergência e a polícia aguardavam o avião em Moscou, e o passageiro foi preso.[6]
- Em 2 de abril de 2009, um Boeing 737 da Sky Express fez um pouso de emergência no aeroporto de Vnukovo logo após a decolagem, quando vibrações anormais do motor esquerdo do jato foram detectadas pela tripulação. Nenhuma das 69 pessoas a bordo ficou ferida.[7]